# Plainfield Brook
Plainfield Brook – strumień (brook) w kanadyjskiej prowincji Nowa Szkocja, w hrabstwie Pictou, płynący w kierunku północno-zachodnim i uchodzący do East Branch River John; nazwa urzędowo zatwierdzona 6 maja 1947.